# Eendracht Gerhees Oostham
Eendracht Gerhees Oostham was een Belgische voetbalclub uit de wijk Gerhees in Oostham. De club was bij de KBVB aangesloten met stamnummer 3216 en had rood als clubkleur. De club kende in haar bestaan een succesperiode van bijna twee decennia in de nationale reeksen, maar zakte daarna weg en ging in 2007 op in fusieclub KFC Ham United.

## Geschiedenis
De club sloot zich in 1941 aan bij de Belgische Voetbalbond, waar men stamnummer 3216 kreeg. Eendracht Gerhees bleef er decennialang spelen in de provinciale reeksen.
Eendracht Gerhees Oostham klom er uiteindelijk op en kende een succesperiode vanaf de jaren 70. In 1977 bereikte men immers voor het eerst de nationale bevorderingsreeksen. Men wist er zich meteen te handhaven in Vierde Klasse en reeds in het tweede seizoen haalde men een derde plaats in zijn reeks. In 1979/80, het derde seizoen in Bevordering, deed men het nog beter en slaagde men er in reekswinnaar te worden, een punt voor Lommelse SK. Eendracht Gerhees stootte zo na amper drie seizoenen al door naar Derde Klasse.
Ook in Derde Klasse bleef Eendracht Gerhees het goed doen. In 1982, na twee seizoen, slaagde men er ook daar al in een tweede plaats in de reeks te halen. Dit was weliswaar op een ruime 7 punten van reekswinnaar VV Overpelt Fabriek, en met evenveel punten als nog vier andere clubs. De volgende seizoenen verliepen moeilijker en Eendracht Gerhees eindigde telkens in de middenmoot of in de staart van de rangschikking. Toch wist de club zich de rest van de jaren 80 te handhaven in Derde Klasse. Uiteindelijk strandde men in 1990 op een voorlaatste plaats en zo zakte de club na 10 seizoenen terug naar Vierde Klasse.
Het eerste jaar na de degradatie streed Eendracht Gerhees nog mee voor de terugkeer in Derde, maar men eindigde uiteindelijk als tweede in de reeks, op drie punten van reekswinnaar Overpelt Fabriek. De volgende jaren verliepen echter moeilijker. In 1993 moest men zelfs een testwedstrijd spelen tegen KSV Schriek om uit te maken wie 13de en 14de zou worden. Eendracht Gerhees won met 0-6 en wist zo de degradatie te ontlopen. De volgende jaren brachten echter weinig beterschap en men bleef net boven de degradatieplaatsen eindigden. In 1996 eindigde men uiteindelijk toch op een 15de plaats, een degradatieplaats. Na 19 jaar nationaal voetbal verdween de club weer naar de provinciale reeksen.
De succesperiode van de club was voorbij en het verval zette zich snel verder. Na het eerste seizoen in Eerste Provinciale degradeerde Eendracht Gerhees immers al verder naar Tweede Provinciale. Ook daar eindigde men in 1998 meteen op een laatste plaats. De ploeg had dat seizoen amper drie competitiewedstrijden gewonnen en 120 doelpunten tegen gekregen in 30 wedstrijden. De club zakte zo naar Derde Provinciale, waar men nog een aantal jaar kon standhouden. In 2002 volgde ook daar de degradatie en zo zakte men naar Vierde Provinciale, het allerlaagste niveau. Zelfs daar bleef men het moeilijk hebben en men eindigde ook daar het eerste seizoen meteen op een voorlaatste plaats.
Eendracht Gerhees bleef nog een aantal seizoenen verder spelen op het allerlaagste niveau, tot men eind 2006 besliste om vanaf 2007/08 een fusieclub te vormen in de gemeente Ham en samen te gaan met Taxandria FC Kwaadmechelen en Genenbos Sport. Eendracht Gerhees eindigde in 2006/07 zijn laatste seizoen weer onder in de rangschikking in zijn reeks Vierde Provinciale. K. Taxandria Kwaadmechelen uit Kwaadmechelen was de oudste van de drie clubs, bij de KBVB aangesloten met stamnummer 2408 en net als 13de op een degradatieplaats geëindigd in zijn reeks in Derde Provinciale. Genenbos Sport uit het gehucht Genebos was bij de KBVB aangesloten met stamnummer 4236 en actief in Vierde Provinciale. De fusieclub werd KFC Ham United, dat met stamnummer 2408 verder speelde in Vierde Provinciale. Stamnummer 3216 van Eendracht Gerhees Oostham verdween definitief.